# 楚姆施泰因峰

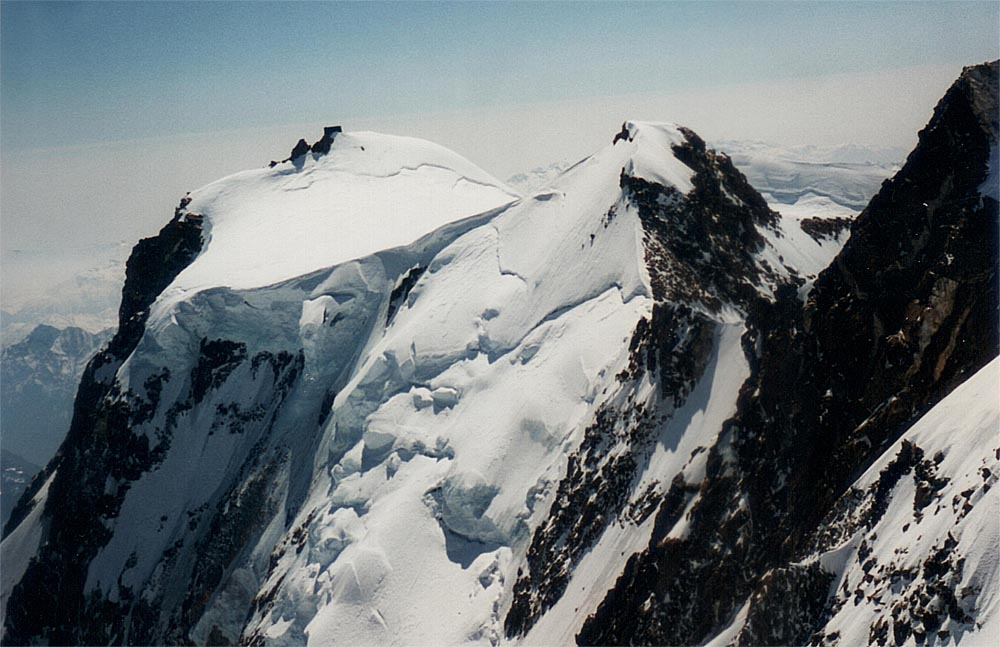

45°55′55″N 7°52′17″E / 45.93194°N 7.87139°E
楚姆施泰因峰（義大利語：Punta Zumstein），是歐洲的山峰，位於瑞士和意大利接壤的邊境，屬於本寧阿爾卑斯山脈的一部分，海拔高度4,563米，人類在1820年8月1日首次登上該山峰。以第一次登上该峰的人员之一登山家约瑟夫·楚姆施泰因（Joseph Zumstein）的名字命名。